# (4410) Kamuimintara
(4410) Kamuimintara – planetoida z pasa głównego asteroid okrążająca Słońce w ciągu 5 lat i 123 dni w średniej odległości 3,05 j.a. Została odkryta 17 grudnia 1989 roku w obserwatorium w Kushiro przez Seijiego Uedę i Hiroshiego Kanedę. Nazwa planetoidy pochodzi od Kamuimintara (Plac zabaw bogów), nazwy nadanej przez Ajnów najwyższemu szczytowi na Hokkaido. Została zaproponowana przez J. Uedę. Przed nadaniem nazwy planetoida nosiła oznaczenie tymczasowe (4410) 1989 YA.